# Artašumara
Artašumara (sanskrt Ṛta-smara, On misli na Ṛta) je bil v 14. stoletju  pr. n. št. pretendent na mitanski prestol. Njegova vladavina je bila zelo kratka ali je morda sploh ni bilo, ker je bil umorjen. Bil je brat svojega naslednika Tušratte. 

## Sklic
1. ↑  Mario Liverani (2014): The Ancient Near East: History, Society and Economy. Routledge. Text 16.1.

| Artašumara ni znano      |                                        |                     |
| Predhodnik: Šuttarna II. | Kralj Mitanija 14. stoletje pr. n. št. | Naslednik: Tušratta |